# اسکونه‌لاند
اسکونه‌لاند (به سوئدی: Skåneland) نام تاریخی منطقه‌ای در جنوب سوئد است.